# Pierre Boitard
Pierre Boitard (n. 27 aprilie 1789, Mâcon, Bourgogne, Franța – d. 25 august 1859, Montrouge, Seine, Franța) a fost un botanist și geolog francez. Pe lângă faptul că descrie și clasifică diavolul tasmanian, el se remarcă pentru istoria sa fictivă naturală Paris avant les hommes, publicată postum în 1861, care descria un strămoș preistoric uman asemănător regiunii din Paris. El a mai scris: Curiosités d'histoire naturelle et astronomie amusante, Réalités fantastiques, Voyages dans les planètes, Manuel du naturaliste préparateur ou l’art d’empailler les animaux et de conserver les végétaux et les minéraux, Manuel d'entomologie etc.